# Raffaele Buzzi
Raffaele Buzzi (Tolmezzo, 17 luglio 1995) è un combinatista nordico italiano.

## Biografia
Buzzi debutta nelle gare internazionali alla fine del 2009, nella gara di Gundersen durante l'Alpencup di Oberstdorf giunge al 65º posto. Nell'Alpencup ha finora conquistato due podi: a Kranj (Slovenia) è arrivato terzo l'8 febbraio 2014, mentre il mese successivo conquista il secondo posto a Chaux-Neuve (Francia). Ha debuttato in Coppa del Mondo il 19 febbraio 2016 a Lahti, in Finlandia. Il 24 novembre 2017, con il 25º posto conquistato a Kuusamo, ha ottenuto il suo miglior risultato in carriera.
Raffaele Buzzi ha disputato i Campionati del Mondo di sci nordico 2017 a Lahti, classificandosi al 37º posto nel trampolino grande.
Ai XXIII Giochi olimpici invernali di Pyeongchang 2018, sua prima presenza olimpica, si è classificato 40º nel trampolino normale, 34º nel trampolino lungo e 8º nella gara a squadre; nella stagione successiva ai Mondiali di Seefeld in Tirol è stato 32º nel trampolino lungo, 27º nel trampolino normale e 7º nella gara a squadre dal trampolino normale, mentre a quelli di Oberstdorf 2021 si è classificato 31º nel trampolino normale e 7º nella gara a squadre. L'anno dopo ai XXIV Giochi olimpici invernali di Pechino 2022 si è piazzato 16º nel trampolino normale, 22º nel trampolino lungo e 9º nella gara a squadre; ai Mondiali di Planica 2023 è stato 24º nel trampolino lungo e 6º nella gara a squadre e a quelli di Trondheim 2025 si è classificato 22º nel trampolino normale, 20º nel trampolino lungo e 6º nella gara a squadre.

## Palmarès

### Coppa del Mondo
- Miglior piazzamento in classifica generale: 32º nel 2024